# Carlos Mario Estrada
Carlos Mario Estrada Molina (15 de mayo de 1962, Medellín) es un líder empresarial y político antioqueño que ejerció como director general del Servicio Nacional de Aprendizaje SENA, desde 2018 hasta 2022.

## Reseña biográfica
Carlos Mario Estrada nació en Medellín el 15 de mayo de 1962 y es hijo de Armando Estrada Villa, dirigente político y exministro del Interior de Colombia y de Amparo Molina Torres.

Curso sus estudios de primaria, básica y secundaria en el Instituto Jorge Robledo, y alcanzó los títulos de Administrador de Empresas, Especialista en Mercadeo y Magíster en Gobierno y Políticas públicas en la universidad EAFIT.

Ha sido profesor de pregrado en la Universidad de Medellín; Universidad Cooperativa de Colombia; de posgrado en la Universidad Nacional de Colombia y en la Universidad de Antioquia, en los programas de Técnicas en Ventas, Mercadeo, Legislación Financiera y Evaluación y Gestión de Proyectos.

Igualmente, ha sido miembro de juntas y consejos directivos de empresas como Teleantioquia, EPM Bogotá, Asopagos, Asocajas, Sumicolor, Pagos GDE hoy MOVii, Universidad de Antioquia, la Agencia de Desarrollo Rural, entre otras entidades públicas y privadas. Desde el 10 de septiembre del 2018 hasta el 11 de agosto de 2022 se desempeñó como director general del Servicio Nacional de Aprendizaje - SENA.
- Datos: Q112534447